# بروسيكليدين
بروسيكليدين (بالإنجليزية: Procyclidine)‏ هو دواء يُستعمل في علاج:
- باركنسونية[6]

## دوره
يلعب هذا الدواء دورًا في علاج الأمراض كونه:
- مضاد مسكاريني